# Service technique des remontées mécaniques et des transports guidés
 (janvier 2024).
Si vous disposez d'ouvrages ou d'articles de référence ou si vous connaissez des sites web de qualité traitant du thème abordé ici, merci de compléter l'article en donnant les références utiles à sa vérifiabilité et en les liant à la section « Notes et références ».
 (mars 2024).
Le Service technique des remontées mécaniques et des transports guidés ou STRMTG est un service à compétence nationale rattaché à la Direction générale des Infrastructures, des Transports et des Mobilités (DGITM) du ministère de la Transition écologique, le ministère chargé des Transports.

## Historique
La Commission des Téléphériques est créée en 1936 auprès du ministère des Travaux publics. Cette commission est chargée d'examiner les conditions de sécurité nécessaires pour la construction et l'exploitation des téléphériques destinés au transport de voyageurs. La France compte alors 11 appareils de ce type. Le premier règlement relatif à la construction des téléphériques est édité en 1947. En parallèle, la profession s'organise et fonde en 1938 son Syndicat national des téléphériques de France (SNTF) aujourd'hui rebaptisé Domaines skiables de France (DSF). 
L'arrêté du 8 janvier 1964 porte création d'un organisme régional de contrôle des appareils de remontée mécanique. Ainsi, le premier service de contrôle est créé en 1964 à Bonneville, Haute-Savoie (331 appareils en service) et devient le Bureau Interdépartemental de Contrôle des Appareils de Remontées Mécaniques (BICARM) en 1966. Sa zone de compétence s'étend sur les Alpes du Nord et le Jura. Le BICARM Sud situé à Grenoble est créé en 1968, sa zone de compétence concerne l'Isère, les Alpes du Sud, les Pyrénées et le Massif central. La France compte alors 674 remontées mécaniques.
Ces BICARM avaient pour rôle d'assurer un soutien et une coordination technique des services de contrôle départementaux (sans lien hiérarchique avec ces derniers) et étaient intégrés aux DDE des départements dans lesquels ils étaient implantés. Ils se concertaient sur les problèmes généraux et émettaient des avis communs sur les matériels. Ils éditent un règlement des téléphériques en 1969 et un règlement des téléskis en 1979.
En cette année 1979, les BICARM sont remodelés (dans l'optique de mettre en place un service unique à compétence nationale) et rebaptisés Service technique des remontées mécaniques (STRM), service rattaché à la Direction des Transports Terrestres (DTT).
Dans le domaine technique, outre la liaison constante avec la profession, le STRM effectue et promeut des études sur le développement des différents systèmes de remontées mécaniques. D'autre part, le service continue son rôle de "rapporteur" auprès de la Commission des téléphériques. Les agents du STRM sont chargés de présenter les demandes de dérogations à la réglementation technique et les affaires relatives aux accidents. Dans le domaine administratif, il incombe au STRM de tenir à jour un fichier technique des appareils de remontées mécaniques (FIRM), aujourd'hui remplacé par le catalogue informatisé des remontées mécaniques nationales (CAIRN).
Au fil des années, le service se développe ainsi autour de missions régaliennes avec pour fil rouge la construction d'une doctrine, élaborée avec et pour les professionnels. De plus, les vingt années qui suivirent la création du STRM furent consacrées à faire augmenter ses compétences en s'impliquant dans les études et la recherche pour accompagner le développement important de la technologie des remontées mécaniques.
Le 20 mars 2000, la directive 2000/9/CE du Parlement Européen et du Conseil de l'Union européenne est publiée. Elle est relative aux installations à câbles transportant des personnes. Cette directive vise à assurer la sécurité et la libre circulation des éléments constitutifs des installations à câbles en harmonisant les prescriptions relatives à la sécurité et à la protection des personnes transportées, des travailleurs et des tiers. Ça marque le passage pour les États membres de l'UE, le passage d'une logique nationale en matière de sécurité des personnes, à une logique européenne.
En 1999, le STRM fête ses 20 ans et dévoile trois grandes orientations :
- étendre les compétences du service aux transports guidés (TG)
- obtenir la certification ISO 9001 pour le système de management de la qualité pour l'ensemble du futur STRMTG
- agir dans le nouveau contexte réglementaire européen en candidatant en tant qu'organisme notifié pour les installations à câbles

En 2001, le STRM voit ses compétences élargies au domaine des transports guidés et devient officiellement, par décret du 31 juillet, le Service technique des remontées mécaniques et des transports guidés (STRMTG). 
En 2003, le décret STPG relatif à la sécurité des transports publics guidés est publié. Il est l'aboutissement de trois ans de travail et de réflexion menés par le STRMTG et la DTT avec le concours de la profession. « Par transport public guidé, il entend tout système de transport public mettant en œuvre des véhicules qui sont assujettis à suivre, sur tout ou partie de leur parcours, une trajectoire déterminée, que ces véhicules circulent ou non sur une emprise spécialement affectée. » Ça inclut, les métros, les tramways, les chemins de fer touristiques et secondaires, les tram-train, etc.
Les bureaux départementaux BDRM et interdépartementaux BIRM s'organisent à leur tour en 2003 sur la compétence transports guidés.
En 2004, le STRMTG devient organisme notifié n°1267 (ON). Le service est habilité à délivrer des certificats de conformité selon la directive européenne 2000/9/CE concernant les constituants et sous-systèmes des installations à câbles transportant des personnes.
Le STRMTG est régi par le décret no 2010-1580 du 17 décembre 2010, qui rattache au STRMTG (Siège) les bureaux interdépartementaux et départementaux des remontées mécaniques et des transports guidés à partir du 1er janvier 2011.
Le STRMTG a toujours été confronté à l'arrivée de nouvelles technologies, c'est pourquoi il a répondu présent à l'appel du ministère en 2020 pour travailler sur la sécurité des systèmes de transports routiers automatisés (appelés couramment navettes autonomes) en créant et mettant en œuvre une réglementation technique.

## Activités

### Activité régalienne
Le STRMTG est le pôle de compétence de l'administration française dans le domaine de la sécurité des transports de voyageurs par remontée mécanique et par transport guidé. Il se doit d'assurer une surveillance du parc français, de participer au développement des techniques relatives au domaine et de mener des études pouvant servir à la création de référentiels techniques.
Le terme remontées mécaniques englobe les chemins de fer funiculaire ou à crémaillère, les téléphériques, les téléskis et tout autre appareil utilisant des câbles porteurs et/ou tracteurs. Les transports guidés sont les appareils de transports publics guidés urbains ou non urbains (métro, tramway, chemins de fer touristiques, chemins de fer secondaires, vélos-rail/cyclo-draisines, etc.) à l'exception du réseau national. Certains ont une vocation touristique ou historique.
Le service dispose de plusieurs départements traitant chacun un domaine défini. Chaque département, dans sa branche prépare la réglementation et instruit les dossiers à destination des commissions spécialisées ; participe à la normalisation européenne, traite les pathologies du parc en service ainsi que les incidents et accidents et en établit un rapport annuel ; assiste les services de contrôle locaux et participe à la formation de leurs agents.
- Le Département Installations de Transports par Câbles (DITC) est chargé des téléphériques, téléskis, funiculaires, engins spéciaux de loisirs et autres installations guidées à câble : écriture de la réglementation et élaboration des référentiels nationaux, réglementation européenne, participation à des groupes de travail jusqu'au niveau international, appui des bureaux de contrôle dans l'instruction des dossiers (autorisation, construction et mise en exploitation des appareils), suivi du parc en service (accidents, pathologies), etc.

- Le Département Agréments Outils Tapis (DAOT) est chargé des tapis roulants de stations de montagne (réglementation française et européenne, guide technique, recommandations, etc.), des agréments et de l’outil CAIRN (Catalogue Informatisé des Remontées mécaniques Nationales) .

- Le Département Tramways et Matériels Roulants (DTMR) est chargée des systèmes de transports publics guidés tels que les Tramway sur fer, tramway sur pneus, les tram-train, les RER. Ce département crée des guides/référentiels spécifiques, délivre des homologations portant sur la sécurité à la demande des constructeurs, instruit des dossiers importants et suit la vie des systèmes (accidentologie, retour d'expérience, etc.).

- Le Département Métros et systèmes Ferroviaires (DMF) est chargé des systèmes de transports publics guidés tels que les métros (automatiques, pneus et fer), les RER (hors réseau ferré national), les chemins de fer touristiques, les cyclo-draisines, les chemins de fer à crémaillère et les 5 chemins de fer secondaires (Chemins de fer de la Corse, Chemins de Fer de Provence, Ligne de Cerdagne (dite "Le Train Jaune"), Mont-Blanc Express, Ligne du Blanc-Argent. Ce département délivre des homologations portant sur la sécurité à la demande des constructeurs; autorise la mise en exploitation du système avec tous ces composants (validation avant et après la mise en service), capitalise les expériences et suit l'accidentologie, crée des référentiels techniques.

- Le Département Transports Publics Automatisés (DTPA) nouvellement créé (septembre 2020) est compétent sur les systèmes de transports publics routiers automatisés circulant sur des parcours ou des zones prédéfinis.

En parallèle, se trouvent trois entités :
- La Mission Qualité-Audit (MQA) qui coordonne le pilotage et la mise en œuvre du Système de Management de la Qualité (SMQ). Elle définit les méthodes et pratiques d'audit qui font référence pour l'ensemble du service. Elle pilote le suivi des études et recherches et de l'innovation.

- Le Groupe Automatismes et Contrôle Commande (GACC) qui est le référent technique du STRMTG dans les domaines des automatismes et des contrôles-commandes.

- Le Groupe Mécanique (GM) qui est le référent technique du service dans les domaines du génie civil, de la mécanique et du câble.

### Certification / Marquage CE
Parallèlement à ses activités régaliennes, depuis janvier 2003, le STRMTG assure des missions en tant qu’organisme notifié pour délivrer des certificats de conformité aux exigences de la directive européenne 2000/9/CE relative aux installations à câbles transportant des personnes et maintenant depuis juin 2018, pour le règlement (UE) 2016/424.